# Thunderbird Bay
Thunderbird Bay – jednostka osadnicza w Stanach Zjednoczonych, w stanie Teksas, w hrabstwie Brown.